# Esquadrão N.º 260 da RAF
O Esquadrão N.º 260 da RAF foi um esquadrão da Real Força Aérea (RAF) criado em 1918 como unidade de reconhecimento aéreo e operações anti-submarino durante a Primeira Guerra Mundial. Extinto em 1919, voltou a ser criado em 1940. Durante a Segunda Guerra Mundial, actuou como unidade de combate aéreo.